# Stelian Stoian
Stelian Stoian (n. 1 februarie 1965) este un diplomat român care este actualmente reprezentantul permanent al României la NATO. Înainte de aceasta el a fost reprezentantul permanent al României pe lângă Consiliul Europei în Strasbourg.

## Carieră profesională
Stelian Stoian a fost directorul cabinetului ministrului la MAE în 2004. După aceea a devenit director general la Direcția Generală ONU și Afaceri Globale tot la MAE până în 2006 când a devenit Reprezentant Permanent al României pe lângă
Consiliul Europei în Strasbourg. În 2013 a devenit Reprezentantul României la NATO, înlocuindu-l pe Sorin Ducaru care a devenit assistentul Secretarului General al NATO.

## Viață personală
Este căsătorit și are un copil.